# Xenandra desora
Xenandra desora is een vlindersoort uit de familie van de prachtvlinders (Riodinidae), onderfamilie Riodininae.
Xenandra desora werd in 1928 beschreven door Schaus.